# Patienterstatning i Danmark
Den danske ordning om patienterstatning er reguleret af kapitel 3-5 i lov om klage- og erstatningsadgang inden for sundhedsvæsenet fra 2005, der i vid omfang viderefører reglerne fra lov om patientforsikring fra 1991 og lov om erstatning for lægemiddelskader fra 1995.
Hensigten med patienterstatningsordningen var at sikre patienternes muligheder for at få tilkendt erstatning for skader som følge af behandling på Danmarks sygehuse. Hidtil havde man kun været berettiget til erstatning, hvis man kunne bevise, at der var begået fejl af lægen. I 1970'erne og 1980'erne havde flere retssager vist, at det kunne være endog meget svært. Samtidig blev det opfattet som problematisk, at sagen skulle føres via domstolene. Med patientforsikringsloven etablerede man Patientforsikringen, der blev finansieret af de forsikringsselskaber eller selvforsikrede myndigheder, der dækkede skader efter loven, og som var obligatorisk.  Patientskadeankenævnet fungerede dengang som klageinstans for Patientforsikringens afgørelser. Ordningen blev videreført med klage- og erstatningsloven. Patientforsikringen skiftede navn til Patienterstatningen i 2014, hvilket medførte at Patientskadeankenævnets navn ændredes til Ankenævnet for Patienterstatningen samme år, og at alle henvisninger til Patientforsikringen i klage- og erstatningsloven i 2017 blev ændret til henvisninger til Patienterstatningen.
Erstatningens størrelse udmåles efter erstatningsansvarsloven.
Loven er senere udvidet, således at også privathospitaler og privatpraktiserende sundhedspersoner er omfattet. Dermed omfatter loven i dag hele sundhedssystemet.